# Hackney Wick (stacja kolejowa)
Hackney Wick – stacja kolejowa w Londynie, położona na terenie London Borough of Hackney, przy samej granicy z London Borough of Tower Hamlets. Jest zarządzana i obsługiwana przez London Overground jako część North London Line. W roku statystycznym 2006/07 skorzystało z niej ok. 367 tysięcy pasażerów.